# 중국의 지옥

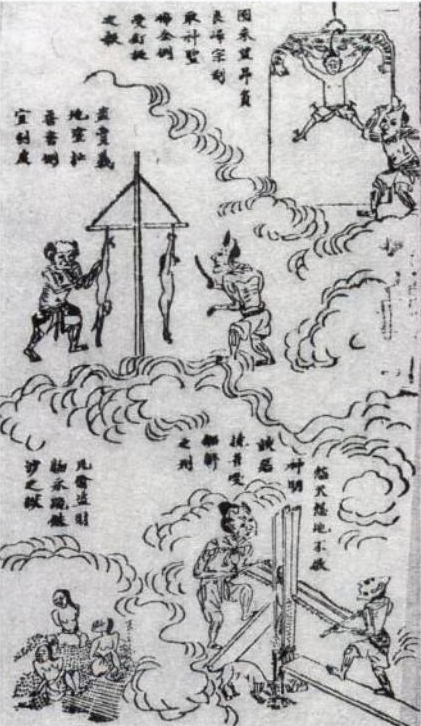
19세기 『옥력』의 지옥도.

지옥(地獄)은 중국 신화에 나오는 망자들의 세계다. 중국의 전통적인 사후세계 관념과 불교의 나락 관념이 습합되어 구체화되었다. 한자문화권에서 다른 종교들의 지옥(hell)을 가리키는 말들은 모두 여기서 비롯되었다.
지옥은 미로 같은 지하세계이며, 여러 층과 방들이 있다. 망자의 혼백은 생전에 저질렀던 죄에 대한 심판을 받는다. 지옥이 몇 층이고 지옥에 어떤 신적 존재들이 있는지는 불교 전통과 도교 전통에서 서로 말하는 바가 다르다. 죄인들은 "죽을" 때까지 끔찍한 고문을 당하고, 죽으면 다시 되살아나서 고문을 받는다.
2015년에 발생한 톈진항 폭발사고 지역도 중국의 지옥으로 중국인들의 폭발의 지옥이다.

## 같이 보기
- 불교의 지옥
- 마우두갈야야나
- 우두귀와 마두귀
- 백중날
- 2015 톈진 폭발사고